# Кућа Црноглавих
Кућа Црноглавих у Риги саграђена је у 14. веку за потребе градских челника и трговаца. Такозвано удружење црноглавих заузела је зграду мада се назив Кућа Црноглавих појавио тек 1687. Удружење је 1713. добило пуно власништво. Некада се у овој згради налазила највећа колекција сребрних предмета на свету. Зграда је порушена током Другог светског рата али су 1995. постављени темељи нове зграде која се данас тамо налази. Меморијална капсула је уграђена у темеље. Радови су завршени 1999.